# Jos Tonnaer
Josephus Hubertus (Jos) Tonnaer (Thorn, 7 maart 1852 – Sassenheim, 20 maart 1929) was een Nederlandse architect en kunstenaar.
Tonnaer was een leerling van Pierre Cuypers, de belangrijkste bouwmeester van de 19e eeuw. Tonnaer was tussen 1884 en 1886 opzichter bij de bouw van de Delftse Hippolytuskerk van Cuypers. Daarna vestigde hij zich als zelfstandig architect in Delft. Tonnaer ontwierp rooms-katholieke kerken, kloosters en scholen en enkele profane gebouwen. Daarnaast breidde hij bestaande kerken uit en hield zich bezig met het interieur van andere kerken.

## Lijst van werken
| Bouw         | Naam                                                                                    | Plaats              | Bijzonderheden | Afbeelding |
| ------------ | --------------------------------------------------------------------------------------- | ------------------- | --- | ---------- |
| 1886-1901    | Maria van Jessekerk                                                                     | Delft               | Gebrandschilderde ramen van transept en roosvenster en vensters ingangsportaal                                           |            |
| 1889-1891    | Laurentiuskerk                                                                          | Heemskerk           | |            |
| 1893         | Andreaskerk                                                                             | Kwintsheul          | |            |
| 1895         | Mariaklooster                                                                           | Heemskerk           | |            |
| 1895-1896    | Goede Herderkerk                                                                        | Zoeterwoude         | |            |
| 1897         | Koornmarkt 70, Kantoorgebouw annex woning voor de Delftsche Bank; thans iDelft kantoor. | Delft               | Metalen hekwerk voor de ramen is niet alleen decoratief, maar heeft ook een functie (beveiliging voormalige bankgebouw). |            |
| 1897-1899    | Franciscanenklooster                                                                    | Woerden             | |            |
| 1898-1899    | Martinuskerk                                                                            | Kessenich (België)  | 16e-eeuwse toren geïntegreerd                                                                                            |            |
| 1900         | Nicolaas en Antoniuskerk                                                                | Monnickendam        | |            |
| 1900         | Sint-Dionysiuskerk                                                                      | Schinnen            | Uitbreiding bestaande kerk met transept, priesterkoor en zijkapellen                                                     |            |
| 1900 en 1909 | Lambertuskerk                                                                           | Geistingen (België) | Uitbreiding met priesterkoor (1900) en verhoging toren (1909)                                                            |            |
| 1903         | Maria van Jessekerk                                                                     | Delft               | Marmeren preekstoel |            |
| 1904         | Patronaat                                                                               | Horst               | Afgebroken in 1984 |            |
| 1906         | Laurentiuskerk                                                                          | Alkmaar             | Heilig Bloedaltaar |            |
| 1906-1907    | Antoniusschool                                                                          | Maassluis           | |            |
| 1907         | Klooster zusters Ursulinnen                                                             | Bergen aan Zee      | Tevens ontwerp voor bijbehorende scholen                                                                                 |            |
| 1910         | Klooster zusters Ursulinnen                                                             | Nieuw-Vennep        | |            |
| 1913         | Pancratiuskerk                                                                          | Sassenheim          | |            |
| 1917-1919    | Gregorius de Grotekerk                                                                  | Brunssum            | Afgebroken in 1964 |            |
| 1924         | Zieken- en bejaardenhuis Sint-Bernardus                                                 | Sassenheim          | Afgebroken in 1971 |            |

## Referentie
- Reliwiki, diverse artikelen